# Список объектов всемирного наследия ЮНЕСКО в Чехии
В списке Всеми́рного насле́дия ЮНЕ́СКО в Че́шской Респу́блике значится 12 наименований (на 2014 год), это составляет 1,0 % от общего числа (1248 на 2025 год). Все объекты включены в список по культурным критериям, причём 3 из них признаны шедеврами человеческого гения (критерий i). Кроме этого, по состоянию на 2014 год, 18 объектов на территории Чехии находятся в числе кандидатов на включение в список всемирного наследия (в их числе Бржевновский монастырь). Чешская Республика ратифицировала Конвенцию об охране всемирного культурного и природного наследия 26 марта 1993 года. Однако, первые три объекта, находящиеся на территории Чехии были занесены в список в 1992 году на 16-й сессии Комитета всемирного наследия ЮНЕСКО, когда страна еще являлась частью Чехословакии.

## Список
| #  | Изображение | Название | Местоположение                      | Время создания            | Год внесения в список | №    | Критерии   |
| -- | ----------- | --- | ----------------------------------- | ------------------------- | --------------------- | ---- | ---------- |
| 1  |             | Исторический центр Праги (чеш. Historické centrum Prahy a zámecký park Průhonice) | Прага                               | XI—XVIII века             | 1992                  | 616  | ii, iv, vi |
| 2  |             | Исторический центр города Чески-Крумлов (чеш. Historické centrum Českého Krumlova) | Южночешский край Чески-Крумлов      | XIII век                  | 1992                  | 617  | iv         |
| 3  |             | Исторический центр города Тельч (чеш. historické centrum Telče) | Край Высочина Тельч                 | XIV век                   | 1992                  | 621  | i, iv      |
| 4  |             | Паломническая Церковь Святого Иоанна Непомуцкого на Зеленой Горе (город Ждяр-над-Сазавоу) (чеш. Kostel svatého Jana Nepomuckého na Zelené hoře)                                                                    | Край Высочина Ждяр-над-Сазавоу      | Начало XVIII века         | 1994                  | 690  | iv         |
| 5  |             | Кутна-Гора: исторический центр города с церковью Святой Варвары и собором Вознесения Девы Марии в Седлеце (чеш. historické centrum Kutné Hory s kostelem svaté Barbory a chrámem Nanebevzetí Panny Marie v Sedlci) | Среднечешский край Кутна-Гора       | Первая половина XIII века | 1995                  | 732  | ii, iv     |
| 6  |             | Культурный ландшафт Леднице-Вальтице (чеш. Lednicko-valtický areál) * Леднице * Вальтице | Южноморавский край Леднице Вальтице | XVII—XX века              | 1996                  | 763  | i, ii, iv  |
| 7  |             | Архиепископский замок и сады в Кромержиже (чеш. Arcibiskupský zámek a zahrady v Kroměříži) | Злинский край Кромержиж             | 1497 (замок)              | 1998                  | 860  | ii, iv     |
| 8  |             | Историческая деревня Голашовице (чеш. Holašovice) | Южночешский край Голашовице         | XVIII — XIX века          | 1998                  | 861  | ii, iv     |
| 9  |             | Замок в городе Литомишль (чеш. Zámek Litomyšl) | Пардубицкий край Литомишль          | 1568—1581                 | 1999                  | 901  | ii, iv     |
| 10 |             | Колонна Св. Троицы в городе Оломоуц (чеш. Sloup Nejsvětější Trojice v Olomouci) | Оломоуцкий край Оломоуц             | 1754                      | 2000                  | 859  | i, iv      |
| 11 |             | Вилла Тугендгат в городе Брно (чеш. Vila Tugendhat) | Южноморавский край Брно             | 1928—1930                 | 2001                  | 1052 | ii, iv     |
| 12 |             | Еврейский район и базилика Святого Прокопа в городе Тршебич (чеш. Židovská čtvrť, hřbitov a bazilika svatého Prokopa v Třebíči)                                                                                    | Край Высочина Тршебич               |                           | 2003                  | 1078 | ii, iii    |

## Предварительный список
В таблице объекты расположены в порядке их добавления в предварительный список. В данном списке указаны объекты, предложенные правительством Чехии в качестве кандидатов на занесение в список всемирного наследия.
| #  | Изображение | Название | Местоположение                                                                                               | Время создания                     | Год внесения в предварительный список | №    | Критерии           |
| -- | ----------- | --- | --- | ---------------------------------- | ------------------------------------- | ---- | ------------------ |
| 1  |             | Дома эпохи Возрождения в Славонице (чеш. Slavonice) | Край: Южночешский                                                                                            | XV — XVI века                      | 2001                                  | 1507 | i, ii, iv          |
| 2  |             | Бумажная фабрика в Велке-Лосины (чеш. Ruční papírna ve Velkých Losinách) | Край: Оломоуцкий                                                                                             | Конец XVI — начало XVII века       | 2001                                  | 1508 | ii, iv             |
| 3  |             | Цепь рыболовных озёр в Тршебоньском бассейне (чеш. Rybníky v Třeboňské pánve) | Край: Южночешский                                                                                            | XVI век                            | 2001                                  | 1509 | i, ii, iii, iv, v  |
| 4  |             | «Скальные города» в Чешском рае (чеш. Český ráj) | Города: Млада-Болеслав, Йичин Края: Среднечешский, Краловеградецкий                                          | —                                  | 2001                                  | 1511 | не указаны         |
| 5  |             | Объекты Великой Моравии: (чеш. Archeologické muzeum Mikulčice-Valy / Kostel svaté Markéty Antiochijské poblíž obce Kopčany) а) Славянское городище в Микульчице б) Церковь Святой Маргариты в Копчанах                                         | а) Чехия Край: Южноморавский б) Словакия Край: Трнавский (Совместно со Словакией)                            | VI — X века                        | 2001                                  | 1559 | iii, v             |
| 6  |             | Промышленные комплексы в Остраве (чеш. Ostrava) | Край: Моравскосилезский                                                                                      | XIX — XX века                      | 2001                                  | 1560 | i, iv, v           |
| 7  |             | Крепость Терезин (чеш. Pevnost Terezín) | Край: Устецкий                                                                                               | 1780-е — 1790-е годы               | 2001                                  | 1561 | i, ii, iv          |
| 8  |             | Минеральные источники в Лугачовице (чеш. Prameny v Luhačovicích) | Край: Злинский                                                                                               | XIX век                            | 2001                                  | 1562 | i, ii, iii, iv     |
| 9  |             | Каменные скульптуры «Бетлем» близ Кукса (чеш. Sochařsko-krajinářskou realizací Betlém u Kuksu) | Край: Краловеградецкий                                                                                       | 1718—1732                          | 2001                                  | 1563 | i, ii, iv          |
| 10 |             | Замок Карлштейн (чеш. Karlštejn) | Край: Среднечешский                                                                                          | 1348                               | 2001                                  | 1564 | i, ii, iv          |
| 11 |             | Расширение объекта всемирного наследия «Исторический центр Праги» с памятниками архитектуры в его окрестностях (чеш. Müllerova vila / Břevnovský klášter / Letohrádek Hvězda) * Вилла Мюллер * Бржевновский монастырь * Звёздный летний дворец | Главный город Прага                                                                                          | а) 1920-е б) XVIII век в) 993—1708 | 2001                                  | 1565 | i, ii, iv          |
| 12 |             | Культурный ландшафт конной фермы в Кладрубы-над-Лабем (чеш. Národní hřebčín Kladruby nad Labem) | Город: Либерец Край: Либерецкий                                                                              | XVI век                            | 2007                                  | 5151 | ii, iv, v          |
| 13 |             | Йештедская телебашня и гостиница на вершине горы Йештед (чеш. Hotel a vysílač na Ještědu) | Край: Либерецкий                                                                                             | 1968                               | 2007                                  | 5152 | i, ii, iv          |
| 14 |             | Жатец — хмельной город (чеш. Žatec) | Край: Устецкий                                                                                               | 1261                               | 2007                                  | 5153 | ii, iii, iv        |
| 15 |             | Западно-чешский курортный треугольник (чеш. Karlovy Vary / Mariánské Lázně / Františkovy Lázně) а) Город Карловы Вары б) Город Марианске-Лазне в) Город Франтишкови-Лазне                                                                      | Край: Карловарский                                                                                           | а) 1350 б) 1273 в) XV век          | 2008                                  | 5378 | ii, iii, iv        |
| 16 |             | Горнопромышленный культурный ландшафт Рудных гор (чеш. Mezinárodní těžební krajiny z Krušné hory) | Края: Карловарский, Устецкий                                                                                 | XII—XVI века                       | 2012                                  | 5691 | ii, iii, iv, v, vi |
| 17 |             | Горнопромышленный культурный ландшафт Рудных гор (чеш. Mezinárodní těžební krajiny z Krušné hory) | Края: Карловарский, Устецкий (совместно c Германией)                                                         | XII—XVI века                       | 2012                                  | 5775 | ii, iii, iv, v, vi |
| 18 |             | Знаменитые бальнеологические курорты Европы (чеш. Karlovy Vary / Mariánské Lázně / Františkovy Lázně / Luhačovice) а) Город Карловы Вары б) Город Марианске-Лазне в) Город Франтишкови-Лазне г) Город Лугачовице                               | Края: Карловарский, Злинский (совместно c Австрией, Бельгией, Великобританией, Германией, Италией, Францией) | XIII—XV века                       | 2014                                  | 5929 | ii, iii, iv, vi    |
| 19 |             | Вневременная гуманистическая архитектура Йоже Плечника в Любляне и Праге (чеш. Nadčasová humanistická architektura Jože Plečnika v Lublani a Praze): * Церковь Пресвятого Сердца Господня на Виноградах                                        | Главный город Прага (совместно со Словенией)                                                                 | 1929—1932                          | 2015                                  | 5967 | i, ii, iv          |